# Жан д'Ормесон
Жан д'Ормесон (на френски: Jean d'Ormesson) (16 юни 1925 – 5 дек. 2017) е френски писател и журналист, член на Френската Академия. В периода 1974-1977 г. е директор на в-к „Фигаро“. Автор е на множество романи и есеистични книги, които получава разнообразни литературни награди. Погребан е с национални почести, като надгробното слово е прочетено от президента Еманюел Макрон.

## Биография
Жан д'Ормесон е потомък във фамилия на благородници. Гимназиално образование получава в Ница и на 19 г. възраст постъпва във висшата Нормална школа. Дипломира се като историк и литератор, а при трети опит в 1949 г. се класира в агрегацията по философия.
В 1956 г. публикува първия си роман Любовта е удоволствие (L'amour est un plaisir), като издателят му го рекламира като равностоен с нашумялата Франсоаз Саган. Книгата обаче се продава в съвсем скромен тираж. Едва в 1971 г. д'Ормесон постига реалния си успех със „Cлавата на империята“, който се продава в 100 хиляден тираж и получава наградата за роман присъждана от Френската академия.
Автобиографичната книга „Този мой живот си беше хубав“ излиза в 2016 г. и печели наградата Жан-Жак Русо, присъждана всяка година за произведение от този жанр.